# Allsvenskan 1971
L'edizione 1971 del campionato di calcio svedese (Allsvenskan) vide la vittoria finale del Malmö FF.
Capocannoniere del torneo fu Roland Sandberg (Åtvidabergs FF), con 17 reti.

## Classifica finale
|    | Classifica      | G  | V  | N  | P  | GF | GS | Punti |
| -- | --------------- | -- | -- | -- | -- | -- | -- | ----- |
| 1  | Malmö FF        | 22 | 12 | 6  | 4  | 46 | 22 | 30    |
| 2  | Åtvidaberg      | 22 | 10 | 8  | 4  | 43 | 20 | 28    |
| 3  | IFK Norrköping  | 22 | 8  | 10 | 4  | 23 | 15 | 26    |
| 4  | Djurgården      | 22 | 11 | 4  | 7  | 32 | 27 | 26    |
| 5  | Örgryte         | 22 | 6  | 10 | 6  | 29 | 28 | 22    |
| 6  | Landskrona BoIS | 22 | 5  | 12 | 5  | 22 | 25 | 22    |
| 7  | AIK             | 22 | 8  | 6  | 8  | 26 | 38 | 22    |
| 8  | Örebro          | 22 | 7  | 7  | 8  | 20 | 25 | 21    |
| 9  | Öster           | 22 | 5  | 10 | 7  | 26 | 24 | 20    |
| 10 | Hammarby        | 22 | 6  | 7  | 9  | 22 | 27 | 19    |
| 11 | Elfsborg        | 22 | 6  | 2  | 14 | 20 | 34 | 14    |
| 12 | IFK Luleå       | 22 | 4  | 6  | 12 | 20 | 44 | 14    |

### Verdetti
- Malmö FF campione di Svezia 1971.
- IF Elfsborg e IFK Luleå retrocesse in Division 2.